# Mornington Crescent (jeu)
Pour les articles homonymes, voir Mornington Crescent.

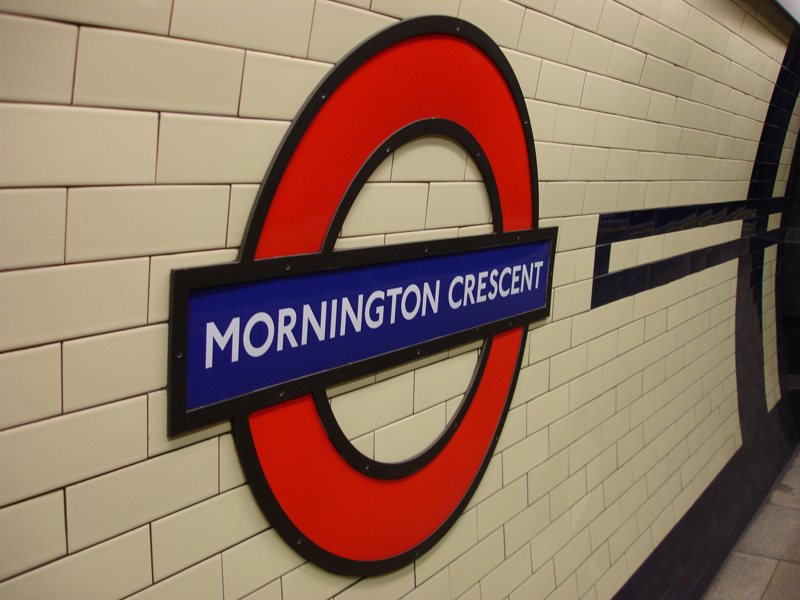
Un panneau émaillé de la station éponyme

Mornington Crescent est une parodie de jeu absurde créé par Geoffrey Perkins et popularisé par l'émission radiophonique I'm Sorry I Haven't a Clue, diffusée sur BBC Radio 4.
Chaque joueur doit dire le nom d'un élément de la géographie londonienne, le plus souvent un nom de station de métro. Le vainqueur est le premier joueur à annoncer « Mornington Crescent », une station de la Northern Line.
Les autres règles du jeu sont fréquemment évoquées, avec diverses variantes et coups aux noms grandiloquents, mais ne sont jamais expliquées. Il tourne en dérision les jeux de stratégie à la complexité outrancière, notamment le jargon qui entoure des jeux comme les échecs ou le bridge.
Il sert aussi aux initiés à mener gentiment en bateau un néophyte qui essaierait de comprendre les règles du jeu.